# Giorgio Blandrata
Giorgio Blandrata o Biandrata (1515?-1588) fue un médico y reformador religioso, hijo menor de Bernardino Blandrata, de la poderosa familia De Blandrate del Piamonte. Influido por las ideas de Miguel Servet, convenció al líder de los calvinistas transilvanos, Ferenc Dávid, de la falsedad de la doctrina trinitaria y ayudó a formar la Iglesia Unitaria de Transilvania. 

## Biografía
Se graduó en letras y medicina por la universidad de Montpellier en 1533 y se especializó en enfermedades y alteraciones nerviosas femeninas. Durante toda su carrera, Blandrata estuvo acompañado de sus dos hermanos, Ludovico y Alphonso. En 1533 hizo su primera visita a Transilvania. En 1557 pasó un año en Ginebra, donde se enfrentó con Calvino. Atendió a la esposa del conde Celso Massimiliano Martinengo, predicador de la iglesia reformada italiana de Ginebra, donde conoció la corriente de pensamiento antitrinitaria y probablemente la obra teológica de Servet. Al año siguiente se trasladó a Polonia, donde fue líder de la facción herética en los sínodos de Pinczow (1558) y Ksionzh (1560 y 1562). En ellos defendió la supresión de las opiniones extremas y optar por una confesión extraída literalmente de las Escrituras. 
Pronto obtuvo el cargo de médico de la corte polaca para atender a la reina viuda, la milanesa Bona Sforza. Aunque ella había apoyado la muerte en la hoguera (1539) de Catharine Weygel por sus opiniones antitrinitarias, la lectura de las obras de Bernardino Ochino la hizo cambiar de opinión. En 1563, Blandrata se trasladó a la corte de Transilvania, donde las hijas de la reina polaca se habían casado con miembros de la casa real transilvana. Volvió a Polonia en 1576 junto con el rey electo, Esteban I Báthory.
En Transilvania, Blandrata colaboró con Ferenc Dávid, antiguo líder luterano y calvinista, que se convertiría en el primer obispo unitario de Transilvania. En 1578, sin embargo, Blandrata fue acusado de practicar el "vicio italiano" (homosexualidad), mientras que Dávid rechazó la adoración de Cristo y fue acusado por ello de "innovación religiosa". Para convencer a Dávid de que rectificase su posición, Blandrata llamó al joven teólogo antitrinitario Fausto Socino, quien se encontraba en Basilea. Sin embargo, las conversaciones entre Socino y Dávid no dieron ningún fruto. A instancias de Blandrata, quien temía por la continuidad de la tolerancia hacia la recién nacida Iglesia Unitaria a causa de las innovaciones de Dávid, éste fue juzgado y condenado a prisión en la cárcel de Déva, donde murió. 
El final de su vida permanece en la oscuridad: según el jesuita Jacob Wujek, tras haber amasado una enorme fortuna personal, Blandrata regresó a la comunión con Roma y al final fue estrangulado por un sobrino (Giorgio, hijo de Alphonso) en mayo de 1588.

## Obra
La obra teológica de Blandrata se limita a algunos escritos polémicos contra la Trinidad, la mayoría publicados conjuntamente con Ferenc Dávid. Destacan De falsa et vera unius Dei... cogitatione [Sobre el conocimiento falso y verdadero del único Dios] (1567) y De Regno Christi, De Regno Antichristi [Sobre el Reino de Cristo y el Reino del Anticristo] (1569).
Nota: Este artículo está basado en la edición de 1911 de la Encyclopaedia Britannica.
- Datos: Q963769
- Multimedia: Giorgio Biandrata / Q963769